# Kabaré (Burkina Faso)
Pour les articles homonymes, voir Kabaré.
Kabaré est une localité située dans le département de Bilanga de la province de la Gnagna dans la région Est au Burkina Faso.

## Géographie
Kabaré se trouve à 8 km au nord-est de Sékouantou et de la route nationale 18 ainsi qu'à 6 km au sud de Tobou.

## Économie
Kabaré accueille un important marché régional.

## Santé et éducation
Le centre de soins le plus proche de Kabaré est le centre de santé et de promotion sociale (CSPS) de Tobou.
Le village possède une école primaire publique.